# ランスの戦い

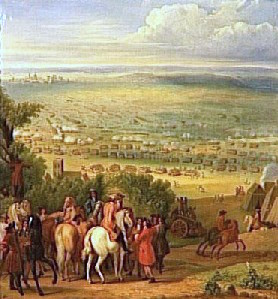
ランスの戦いを描いた油画

ランスの戦い（ランスのたたかい、英語: Battle of Lens）は三十年戦争中の1648年8月20日にコンデ公ルイ2世率いるフランス軍がレオポルト枢機卿率いるスペイン軍に勝利した戦闘。同戦争の大規模な戦闘では最後のものであった。

## 背景
現代のフランス北部のパ＝ド＝カレー県に位置するランスはフランドル地方の古くから要塞化された城の1つであり、スペイン領であったが1647年以降フランスに占領されていた。フロンドの乱でフランス貴族がマザラン枢機卿に反乱したためスペインは機会に乗じてランスを奪回して戦争を有利に進もうとした。

## 経過
コンデ公はカタルーニャからフランドルまで急いで進軍し、途中のシャンパーニュ、ロレーヌ、パリで急ごしらえの1万6千の軍勢（うち半分以上は騎兵）と大砲18門を集めた。スペインも騎兵が半分以上を占める1万8千の軍勢と大砲38門と、フランスを上回る戦力で対処しようとした。両軍は対峙したが、スペイン軍は高地にあった。スペイン騎兵とフランス前衛が小競り合いをはじめると、それがだんだん激化して全面戦闘に入った。スペイン歩兵はフランス近衛兵連隊を撃破したが、練度で上回るフランス騎兵はスペイン騎兵を破り、戦局のフランス優位を決定した。

## 影響
1648年はランスの戦いに関連する重要な事件が2件あったが、その結末は違った。第一に、この勝利はフランス王の高等法院への態度を硬化させた。そのため両者はパリで対立し、フロンドの乱が長期化する結果となった。次に、フランスの勝利は三十年戦争を終わらせた。テュレンヌ子爵、ウランゲル、ケーニヒスマルクの軍勢はウィーンとプラハを脅かし、神聖ローマ皇帝フェルディナント3世を怯えさせた。彼の同盟者であったバイエルン選帝侯マクシミリアン1世は和平を熱望しており、スペイン王フェリペ4世は本軍を失った。事ここに至り、フェルディナント3世には講和の選択肢しか残されていなかった。1641年以降、神聖ローマ帝国はミュンスターでフランス、オスナブリュックでスウェーデンと交渉していたが、ここにきて皇帝はようやく和平を裁可し、1648年10月24日にヴェストファーレン条約が成立した。一方、フランスとスペインの戦争は1659年のピレネー条約締結まで長引いた。
しかし結果として、ランスの戦いにおけるフランスの勝利はその後のさまざまな事件で無駄になった。ルイ14世は国を統治するには若すぎたことに加え、摂政アンヌ・ドートリッシュが自らの地位を固めることに失敗し、戦後すぐにフランスで内戦が勃発した。これはスペインに回復する時間を与えることになった。また、戦勝を祝ってノートルダム大聖堂でテ・デウムが歌われたが暴動が発生し、1649年1月にはルイ14世はパリからの逃亡を余儀なくされた。